# Rutidea rufipilis
Rutidea rufipilis är en måreväxtart som beskrevs av William Philip Hiern. Rutidea rufipilis ingår i släktet Rutidea och familjen måreväxter. Inga underarter finns listade i Catalogue of Life.